# Allen County (Kentucky)
Allen County je okres ve státě Kentucky v USA. K roku 2010 zde žilo 19 956 obyvatel. Správním městem okresu je Scottsville. Celková rozloha okresu činí 912 km². Na jihu sousedí se státem Tennessee.

## Sousední okresy
| Růžice kompasu | Warren County       |                         | Barren County | Růžice kompasu |
| Růžice kompasu | Simpson County (TN) | Sever                   | Monroe County | Růžice kompasu |
| Růžice kompasu | Simpson County (TN) | Allen County (Kentucky) | Monroe County | Růžice kompasu |
| Růžice kompasu | Simpson County (TN) | Jih                     | Monroe County | Růžice kompasu |
| Růžice kompasu | Sumner County (TN)  |                         | Macon County  | Růžice kompasu |